# Raymond L. Erikson
Raymond Leo Erikson (* 24. Januar 1936 bei Eagle, Wisconsin; † 30. März 2020 in Cambridge, Massachusetts) war ein US-amerikanischer Molekularbiologe.

## Werdegang
Erikson studierte an der University of Wisconsin,  wo er 1958 seinen Bachelor- und 1961 seinen Masterabschluss machte und 1963 in Molekularbiologie promoviert wurde. Als Post-Doktorand war er an der University of Colorado School of Medicine, wo er 1965 Assistant Professor und später Professor wurde. Daneben war er 1972 bis 1973 am Imperial Cancer Research Fund in London und 1975 bis 1978 in der Experimental Virology Study Section der National Institutes of Health. Ab 1982 war er Professor für Zellbiologie und Entwicklungsbiologie an der Harvard University, wo er später John F. Drum American Cancer Society Professor war.
Er befasste sich mit Tumorviren, Proteinkinasen und ihrer Rolle bei der Zellteilung.
1982 erhielt er den Robert-Koch-Preis und 1982 den Albert Lasker Award for Basic Medical Research. 1983 erhielt er den Alfred P. Sloan, Jr. Prize der General Motors Cancer Foundation und 1984 den Hammer Prize for Cancer Research. Ab 1983 war er Mitglied der National Academy of Sciences und ab 1984 Mitglied der American Academy of Arts and Sciences.